# クラレンス・グリフィン
クラレンス・グリフィン（Clarence Griffin, 1888年1月19日 - 1973年3月28日）は、アメリカ・カリフォルニア州サンフランシスコ出身の男子テニス選手。1910年代後半にダブルスの名手として活躍し、全米選手権の男子ダブルスで1915年・1916年・1920年に3度優勝した選手である。フルネームは Clarence James Griffin （クラレンス・ジェームズ・グリフィン）といい、“Peck”（ペック）という愛称で呼ばれた。著名なエンターテイナーのマーヴ・グリフィンのおじとしても知られる。右利きの選手。

## 来歴
グリフィンは1913年、25歳という比較的遅い年齢でテニス界に登場した。彼は全米選手権の男子ダブルスで1915年・1916年・1920年の3度優勝したが、パートナーはすべてビル・ジョンストンであった。シングルスでは1916年のベスト4が自己最高成績で、この準決勝ではリチャード・ウィリアムズに 3-6, 3-6, 3-6 のストレートで完敗した。当時は第一次世界大戦の戦時中であり、ウィンブルドン選手権やデビスカップなどのイベントは開催が中断されていたが、全米選手権だけは戦時中も途切れることなく続行された。
第一次世界大戦が1918年11月に終結した後、ウィンブルドン選手権やデビスカップは1919年から開催が再開された。終戦の翌年、グリフィンは1919年にキャリアで唯一のウィンブルドン選手権出場を果たしたが、シングルス2回戦敗退に終わった。1920年、グリフィンとビル・ジョンストンは4年ぶり3度目の全米選手権男子ダブルス優勝を果たす。グリフィンはその後も全米選手権に断続的な参加を続け、1931年に43歳で最後の出場をした。なお、彼はデビスカップのアメリカ代表選手として参加する機会はなかった。
クラレンス・グリフィンは1915年1月にフィリピン・マニラで行われた「東洋選手権大会」で日本の熊谷一弥と対戦したことがあり、日本における「硬式テニス」の黎明期に関わった選手の1人でもある。当時「全米テニスランキング」6位につけていたグリフィンは、東洋選手権大会のシングルス決勝で熊谷に敗れて準優勝になった。ダブルス決勝では、グリフィンとウォード・ドーソンの組が熊谷と三神八四郎のペアを破り、熊谷の単複優勝を阻止した。（下記参考文献に挙げた岡田邦子著『日本テニスの源流 福田雅之助物語』では、大会名が「カーニバル祭トーナメント」と記されている。）
1970年に国際テニス殿堂入り。殿堂入りの3年後、クラレンス・ジェームズ・グリフィンは1973年3月28日にカリフォルニア州サンタバーバラにて85年の生涯を終えた。

## 全米選手権の成績
- 男子ダブルス：3勝（1915年・1916年・1920年）　［パートナーはすべてビル・ジョンストン］